# L'Assassinat du duc de Guise (film, 1897)
Pour les articles homonymes, voir L'Assassinat du duc de Guise.
Série Vues historiques
Mort de Charles Ier
Pour plus de détails, voir Fiche technique et Distribution.
L'Assassinat du duc de Guise est un film français réalisé en 1897 pour les frères Lumière, mettant en scène l'assassinat en 1588 d'Henri Ier de Guise.

## Histoire
L'Assassinat du duc de Guise est réalisé  en septembre 1897 par Georges Hatot sous la direction d'Alexandre Promio pour les frères Lumière (no 752 du catalogue, dans la série des Vues historiques).
Il est tourné dans le même décor en toile peinte que plusieurs autres productions des frères Lumière : La Mort de Robespierre,,,,, qui fait également partie des Vues historiques (no 748), ainsi que Bataille d'enfants à coup d'oreillers (vue no 763), et Barbe-Bleue (vue no 946),.
Le duc de Guise est joué par un nommé Beauvais, souffleur à l'Odéon.
Le film est projeté à Lyon le 31 octobre 1897, et une copie est déposée au greffe du Conseil des prud'hommes de cette ville le 27 novembre 1897.
Une copie est aujourd'hui conservée par le CNC aux Archives françaises du film à Bois d'Arcy ; restaurée et numérisée, elle est également consultable sur les postes du CNC au rez-de-jardin de la bibliothèque François-Mitterrand.

## Description
L'Assassinat du duc de Guise est un film historique mettant en scène l'assassinat en décembre 1588 d'Henri Ier, duc de Guise, sur ordre d'Henri III, roi de France, lors des États généraux de 1588-1589 au château de Blois. 
Muet et en noir et blanc, sa bobine mesure 17 mètres, soit environ une minute de projection.
Il s'agit d'un tableau animé, tourné dans un unique décor composé d'une toile peinte représentant une architecture gothique. Le décor comprend également un lit, le duc de Guise ayant été assassiné dans la chambre royale du château de Blois.
En 1994, les archivistes en charge des collections Lumière à Bois-d'Arcy en ont donné la description suivante :

« Henri III donne conseil à ses gentilhommes pour l'assassinat du duc de Guise, puis sort de la pièce par la porte de gauche. Après son départ, ses hommes se cachent dans différentes pièces adjacentes, exceptés deux qui accueillent le duc [celui-ci entre de face, par la porte du fond que ferme une portière à deux pans]. Ils le dirigent vers la pièce de gauche, mais devant la porte il est assailli par toute la troupe. Il fait quelques pas en arrière pour finalement s'écrouler au centre de la pièce, non sans les avoir menacés du poing. »

## Critique

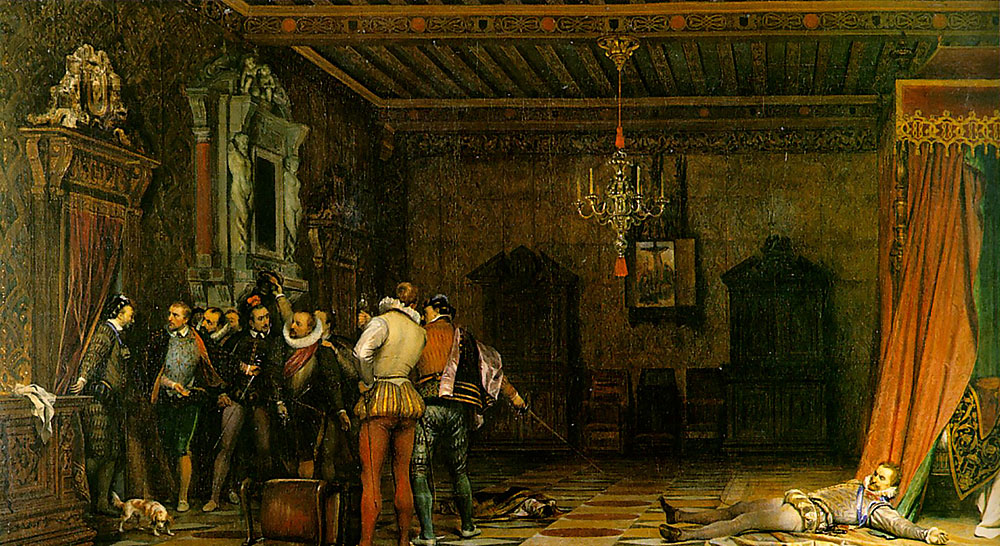
L'Assassinat du duc de Guise, tableau de Paul Delaroche (1834) qui aurait servi d'inspiration au film.

En 1974, l'Anthologie du cinéma de L'Avant-scène classe le film parmi les « vues médiocrement « théâtrales » qui empruntent leurs pires effets à la peinture officielle ». En effet, on considère généralement que le film est une version animée d'un tableau d'histoire également intitulé L'Assassinat du duc de Guise, représentation picturale de l'événement qui avait été faite en 1834 par Paul Delaroche,,.
Par rapport à la composition du tableau, le film évite la zone vide au centre en rapprochant les deux groupes représentés, comme le préconise Louis Becq de Fouquières en 1884 lorsqu'il écrit à propos de la manière d'adapter ce tableau pour le théâtre, :

« Si l'on voulait représenter la mort du duc de Guise, et que l'on s'appliquât à reproduire le tableau de Paul Delaroche, la mise en scène serait très défectueuse par la raison que le corps du duc de Guise à droite, et surtout le roi qui soulève la tapisserie à gauche seraient dans les zones invisibles. Au théâtre, on serait obligé de disposer la scène autrement, soit qu'on rapprochât les deux groupes de la ligne optique, soit qu'on obliquât la scène en plaçant dans un pan coupé la porte dont le roi soulèverait la portière. »

Néanmoins le rapprochement avec ce tableau est parfois remis en doute.